# 賈瓦哈拉爾·尼赫魯大學

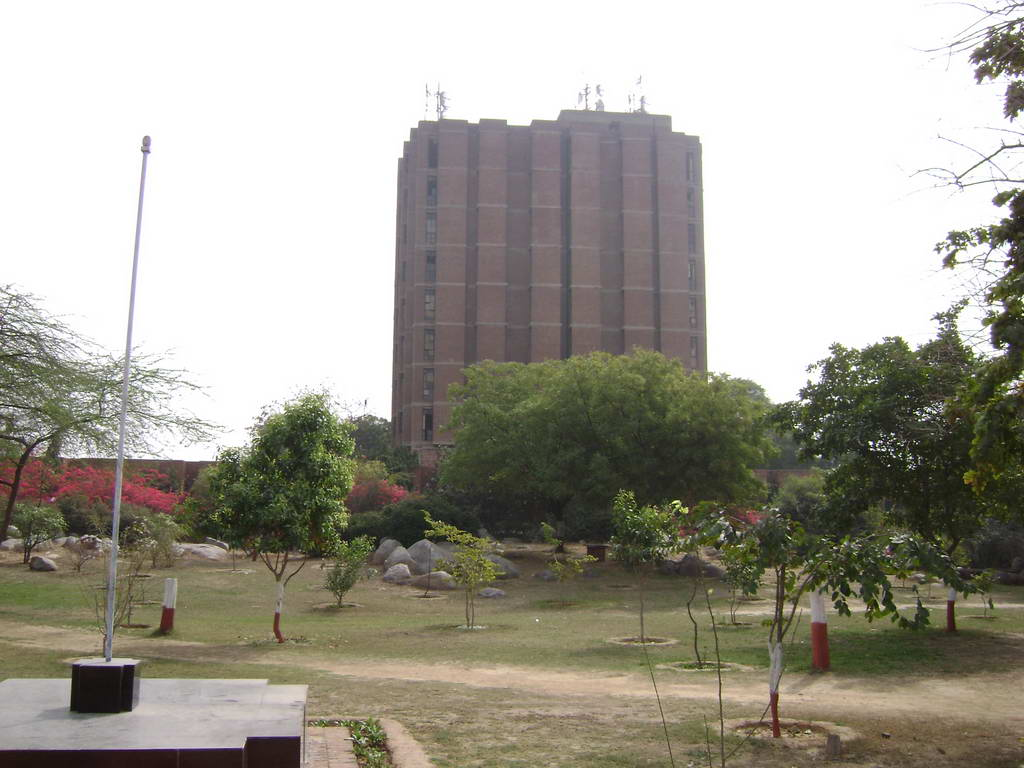
大學的圖書館大樓

賈瓦哈拉爾·尼赫魯大學（缩写为JNU）是印度的一所公立大學，位於其首都新德里。

## 主要成就
在2012年，印度國家評估和評審局給予大學3.9/4的評分，為全國所有大學中最高者。2016 年被印度政府国家机构排名框架评为印度所有大学中第三名，2017 年排名第二。2017 年，尼赫鲁大学还荣获印度总统颁发的最佳大学奖。

## 知名校友
- 阿里·扎伊丹，前利比亞總理
- 巴布拉姆·巴特拉伊，前尼泊爾總理
- 黎良明，前任東南亞國家聯盟秘書長
- 魯德蘭舒·穆克吉，知名左翼歷史學家